# Los Roques de Anaga
Los Roques de Anaga este o arie protejată (arie specială de conservare — SAC, sit de importanță comunitară — SCI) din Spania întinsă pe o suprafață de 9,8 ha, integral pe uscat.

## Localizare
Centrul sitului Los Roques de Anaga este situat la coordonatele 28°35′48″N 16°09′31″W / 28.5966°N 16.1585°V.

## Înființare
Situl Los Roques de Anaga a fost declarat sit de importanță comunitară în octombrie 1999 pentru a proteja 1 specie de animale. Situl a fost protejat și ca arie specială de conservare în ianuarie 2010.

## Biodiversitate
Situată în ecoregiunea , aria protejată conține 3 habitate naturale: Păduri endemice cu Juniperus spp., Faleze cu floră endemică de pe coastele macaroneziene, Tufărișuri termo-mediteraneene și de pre-deșert.
La baza desemnării sitului se află o specie protejată de  reptile: Gallotia galloti insulanagae.